# Ledena
»Ledena« je skladba in dvaindvajseti single slovenske rock skupine Siddharta iz leta 2015. Glasbo in besedilo je napisal Tomi Meglič. 
27. maja 2015 je izšla kot prvi single z njihovega petega studijskega albuma, Infra. Zjutraj isti dan je bila premierno predstavljena na Valu 202.
Po izidu je bila vključena v repertoar pesmi, ki jih skupina vedno odigra v živo. SAZAS poroča, da je bila leta 2015 tretja, 2016 pa deseta najbolj predvajana pesem na slovenskih radijih.

## Snemanje
Producent je bil Dejan Radičević. Posneto v Studio 13 (Ljubljana) in v studiu Oro Project (Vrhnika). Skladba je bila izdana na njihovem petem studijskem albumu Infra na zgoščenki.

## Kompozicija
»Ledena« je skladba, v kateri ima od inštrumentov največjo vlogo sintetizator. Začne se s tiho osnovno melodijo na sintetizatorju, ki ga igra Tomaž Okroglič Rous, spremlja pa jo vztrajen ritem na bobnih. 
Pri 0:15 Primož Benko odigra riff, ki ga v pesmi večkrat ponovi, nato se pridruži še Tomi Meglič z vokalom. Pri 3:02, po drugem refrenu, se začne inštrumentalni del, ki se mu do konca pridruži še vokal.
Skladba je napisana v A-duru. Besedilo govori o tem, kako protagonist nagovarja dekle, ki se mu zdi oddaljena, zato »ledena« (»In nama ledenijo solze, pa bi morale zavret'«).

## Zasedba

### Produkcija
- Tomi Meglič – glasba, besedilo
- Siddharta – aranžma
- Pietro Caramelli – mastering
- Dejan Radičević – aranžma, snemalec, miks, producent

### Studijska izvedba
- Tomi Meglič – kitara, solo vokal, spremljevalni vokal
- Jani Hace – bas kitara, tolkala, spremljevalni vokal
- Boštjan Meglič – bobni, tolkala, spremljevalni vokal
- Tomaž Okroglič Rous – programiranje, spremljevalni vokal
- Primož Benko – kitara, spremljevalni vokal

## Videospot
Videospot je izšel 31. maja 2015. Režiral ga je Matej Grginič. Prikazuje rudarja, ki ga igra Tomi Meglič, in balerino Majo Verčko in ostale člane skupine. Posnet je bil v Festivalni dvorani Ljubljana in v Muzeju premogovništva Velenje.
Začetni del videospota prikazuje razmišljajočega rudarja in njegovo delo v rudniku. Po izrazu sodeč je žalosten. Prikazuje tudi vadbo balerine. Ko se v pesmi začne inštrumentalni del, pa se rudar preobleče. 
Izkaže se, da je šel gledat balerino, ki pleše, za njo pa skupina igra pesem. Rudar po koncu sključen odide, ne da bi vzpostavil stik s plesalko. V zadnjem prizoru pusti kamen iz rudnika na plesalkini mizi.

## Priredbe
- The Moon Lions (2015) – akustična  YouTube kanalu.
- BQL (2016) – akustična izvedba na YouTube kanalu.
- Koala Voice (2017) – v živo na koncertu Izštekanih 10 (Siddharta z gosti).[6]